# Law & Order (franquia)
O termo franquia Law & Order é frequentemente utilizado para descrever um número de séries americanas criadas por Dick Wolf e transmitidas originalmente pela NBC. As séries ao total tratam do sistema judiciário criminal.
O universo criado dentro da franquia fica evidente através dos inúmeros recursos e lugares que são compartilhados pelas inúmeras séries, como por exemplo a Hudson University e o tablóide New York Ledger. Muitos personagens coadjuvantes também são compartilhados, como os promotores de justiça, os médicos legistas, psiquiatras, dentre outros. Ocasionalmente ocorrem episódios crossover, onde personagens e/ou roteiros são compartilhados entre duas das séries. Alguns dos personagens principais saíram do elenco de suas séries originais para integrar outra. A franquia também teve episódios crossover com séries independentes como Homicide: Life on the Street e In Plain Sight.
A música, o estilo e os créditos dos shows são muito similares. O Law & Order original, Law & Order: Special Victims Unit, Law & Order: Criminal Intent e Law & Order: Trial by Jury indiscutivelmente possuem a maior quantidade de semelhanças. As quatro séries são ambientadas na cidade de Nova Iorque, assim como outras da franquia, exceto a mais nova integrante Law & Order: Los Angeles que como o nome indica, se passa na cidade de Los Angeles.
A fonte utilizada nos créditos e logos das séries é a Friz Quadrata. As narrações na abertura das séries da franquia foram feitas por Steven Zirnkilton e a música tema de cada abertura das séries Law & Order foi composta por Mike Post.

## Séries

### Law & Order
- Exibição: 1990–2010
- Elenco atual: Jeremy Sisto como o detetive Cyrus Lupo, Anthony Anderson como o detetive Kevin Bernard, S. Epatha Merkerson como a tenente Anita Van Buren, Linus Roache como o promotor assistente executivo Michael Cutter, Alana de la Garza como a promotora assistente Connie Rubirosa e Sam Waterston como o promotor de justiça Jack McCoy.
- Descrição: Série que deu origem à franquia. A primeira meia-hora se concentra na investigação criminal da polícia e a segunda parte foca no julgamento dos acusados pela promotoria de justiça.

### Law & Order: Special Victims Unit
- Exibição: 1999–presente
- Elenco atual: Mariska Hargitay como a capitã Olivia Benson, Ice-T como o sargento Fin Tutuola, Kelli Giddish como a detetive Amanda Rollins, Peter Scanavino como o promotor Dominick Carisi, Jr. e Jamie Gray Hyder como a policial Katriona Tamin.
- Descrição: A série foca nas investigações da Unidade de Vítimas Especiais, divisão que lida com casos de caráter sexual, envolvendo estupros, abuso de crianças, entre outros.

### Law & Order: Criminal Intent
- Exibição: 2001–2011
- Elenco atual: Jeff Goldblum como o detetive Zach Nichols, Saffron Burrows como a detetive Serena Stevens e Mary Elizabeth Mastrantonio como a capitã Zoe Callas.
- Descrição: Segundo spinoff da franquia, a série concentra nas investigações de crimes de alta visibilidade do Esquadrão de Casos Especiais. Além do ponto de vista da polícia, a série também acompanha os passos dos assassinos revelando assim o porquê da premeditação (intent) do crime.

### Law & Order: Trial by Jury
- Exibição: 2005–2006
- Elenco: Bebe Neuwirth como a promotora assistente Tracey Kibre, Amy Carlson como a promotora assistente Kelly Gaffney, Kirk Acevedo como o detetive investigador Hector Salazar, Scott Cohen como o detetive Chris Ravell, Fred Dalton Thompson como o promotor de justiça Arthur Branch e Jerry Orbach como o detetive investigador Lennie Briscoe.
- Descrição: Primeiro spinoff com o nome Law & Order a ser cancelado. A série foca nos julgamentos nos tribunais e adota diversos pontos de vista durante os episódios: tanto da promotoria, quanto da defesa, do júri e dos juízes.

### Law & Order: Los Angeles
- Exibição: 2010–2011
- Elenco atual: Skeet Ulrich como o detetive Rex Winters, Corey Stoll como o detetive Tomas "TJ" Jaruszalski, Rachel Ticotin como a tenente Arleen Gonzales, Alfred Molina como o promotor distrital Peter Morales, Terrence Howard como o promotor distrital Joe Dekker, Regina Hal como a promotora distrital assistente Eva Price, Megan Boone como a promotora distrital assistente Lauren Stanton.
- Descrição: Tem a premissa idêntica ao Law & Order original, porém, é ambientada na cidade de Los Angeles. A primeira meia-hora se concentra na investigação criminal da polícia e a segunda parte foca no julgamento dos acusados pela promotoria de justiça.

### Law & Order: Organized Crime
- Exibição: 2021–presente
- Elenco atual:Christopher Meloni, Danielle Moné Truitt, Tamara Taylor, Ainsley Seiger, Dylan McDermott.
- Descrição:A série gira em torno do personagem Elliot Stabler , um detetive veterano que retorna ao NYPD em Nova York após o assassinato de sua esposa. Stabler se junta à Força-Tarefa contra o Crime Organizado, liderada pela sargento Ayanna Bell.

## Adaptações fora dos Estados Unidos

### закон и порядок: отдел оперативных расследований
- País de produção: Rússia
- Título em inglês: Law & Order: Division of Field Investigation
- Exibição: 2007–2008
- Elenco atual: Ivan Oganesyan como o detetive Andrej Pankratov, Alisa Bogart como a detetive Olga Bobrova, Aleksandr Naumov como o detetive Seleznev, Valeriy Troshin como o detetive Petr Evdokimov, Kseniya Entelis como a promotora assistente Svetlana e Dmitriy Brusnikin como o coronel Sedyh.
- Descrição: Adaptação russa da série Law & Order: Special Victims Unit.

### закон и порядок: преступный умысел
- País de produção: Rússia
- Título em inglês: Law & Order: Criminal Intent
- Exibição: 2007–2009
- Elenco atual: Igor Lagutin como o detetive Georgiy Loginov, Alyona Kovalchuk como a detetive Irina Petrovskaja, Mikhail Khomyakov como o capitão Leonid Dontsov e Boris Mironov como o promotor assistente Karpov.
- Descrição: Adaptação russa da série Law & Order: Criminal Intent.

### Paris enquêtes criminelles
- País de produção: França
- Título em inglês: Paris Criminal Investigations
- Exibição: 2007–2008
- Elenco atual: Vincent Pérez como o comandante Vincent Revel, Audrey Looten como a tenente Mélanie Rousseau e Laura Killing como a procuradora Fontana.
- Descrição: Adaptação francesa da série Law & Order: Criminal Intent ambientada na cidade de Paris.

### Law & Order: UK
- País de produção: Reino Unido
- Exibição: 2009–2014
- Elenco atual: Bradley Walsh como o detetive Ronnie Brooks, Jamie Bamber como o detetive Matt Devlin, Harriet Walter como a inspetora Natalie Chandler, Ben Daniels como o promotor James Steel, Freema Agyeman como a promotora assistente Alesha Phillips e Bill Paterson como o promotor de justiça George Castle.
- Descrição: Adaptação britânica da série original Law & Order ambientada na cidade de Londres.

## Séries relacionadas
- Homicide: Life on the Street (1993–1999)
- New York Undercover (1994–1998)
- Deadline (2000–2001)
- Crime & Punishment (2002–2004)
- Conviction (2006)
- In Plain Sight (2008–2012)

## Crossoversentre as séries
Até 2009, ocorreram somente treze episódios crossover em que personagens de uma série L&O aparece em outra. Isso sem contar os personagens que mudaram de show (como Don Cragen, Lennie Briscoe e Mike Logan) e os personagens secundários que são compartilhados, como os médicos legistas e psiquiatras. Os episódios são os seguintes:
- Episódio "…Or Just Look Like One" (Law & Order: Special Victims Unit)
- Episódio "Hysteria" (Law & Order: Special Victims Unit)
- Episódio "Entitled - Part 1" (Law & Order: Special Victims Unit) / "Entitled - Part 2" (Law & Order)
- Episódio "Fools for Love" (Law & Order)
- Episódio "Poison" (Law & Order: Criminal Intent)
- Episódio "Badge" (Law & Order: Criminal Intent)
- Episódio "Tombstone" (Law & Order) / "Skeleton" (Law & Order: Trial by Jury)
- Episódio "Night" (Law & Order: Special Victims Unit) / "Day" (Law & Order: Trial by Jury)
- Episódio "Design" (Law & Order: Special Victims Unit) / "Flaw" (Law & Order)

Anteriormente, Law & Order teve três crossovers com outra série da NBC, Homicide: Life on the Street:
- Episódio "Charm City" (Law & Order) / "For God and Country" (Homicide: Life on the Street)
- Episódio "Baby, It's You" (Law & Order) / "Baby, It's You - Part 2" (Homicide: Life on the Street)
- Episódio "Sideshow" (Law & Order) / "Sideshow" (Homicide: Life on the Street)

Recentemente, Law & Order: Criminal Intent fez um crossover com outra série da USA Network, In Plain Sight:
- Episódio "Contract" (Law & Order: Criminal Intent)

Jerry Orbach (Lennie Briscoe), Jesse L. Martin (Ed Green), Fred Dalton Thompson (Arthur Branch), Carolyn McCormick (Elizabeth Olivet) e Leslie Hendrix (Elizabeth Rodgers) são os únicos atores a interpretarem o mesmo personagem nas quatro séries Law & Order.

## Filme para televisão
A franquia possui um filme feito para a televisão: Exiled: A Law & Order Movie, estrelado por Chris Noth como o detetive Mike Logan e exibido pela primeira vez em 1998.

## Jogos
Foram lançados três jogos de computador baseados no Law & Order original para as plataformas Windows e Macintosh. O jogador deve investigar crimes e depois processar as pessoas suspeitas. Atores da série de televisão reprisam seus papéis na dublagem dos personagens. Foi lançado também um jogo baseado no spinoff Law & Order: Criminal Intent, onde, diferente dos jogos anteriores, a ação se concentra mais nas investigações do que nos julgamentos. Os jogos lançados foram:
- Law & Order: Dead on the Money (2002)
- Law & Order II: Double or Nothing (2003)
- Law & Order: Justice Is Served (2004)
- Law & Order: Criminal Intent (2005)